# Brooks Automation
Brooks Automation ist ein US-amerikanisches börsennotiertes Unternehmen (NASDAQ: BRKS) aus Chelmsford (Massachusetts), das Messgeräte und Geräte zur Automatisierung und Vakuumierung produziert. Bedient wird die Halbleiter- und sonstige technologische Fertigung sowie wissenschaftliche Labore. Das Unternehmen wurde im Jahr 1978 gegründet.

## Geschichte
Brooks Automation wurde 1978 gegründet. Im Jahr 2002 schloss Brooks Automation, Inc. die Übernahme von Intelligent Automation Systems, Inc. in Cambridge, Massachusetts, ab, einem kundenspezifischen Automatisierungsunternehmen mit Technologien und Produkten für die Halbleiter-, Photonik- und Life-Science-Industrie. Brooks Automation erwarb 2011 die automatisierte Celigo Zellzytometer-Produktlinie von Cyntellect, Inc. Im selben Jahr übernahm Brooks die Firma Nexus Biosystems, die Mischungs- und Probenmanagementsysteme herstellte. Im folgenden Jahr erwarb das Unternehmen immaterielle Vermögenswerte von Intevac, Inc. Im Oktober 2012 schloss Brooks Automation eine Vereinbarung zum Erwerb von Crossing Automation Inc. ab. Im April 2014 folgte eine Vereinbarung über den Verkauf des Geschäftsbereichs Granville-Phillips an MKS Instruments. Brooks hat den Verkauf von Granville-Phillips an MKS Instruments am 30. Mai 2014 abgeschlossen. Im Jahr 2017 erwarb Brooks 4titude, einen Hersteller von wissenschaftlichen Werkzeugen und Verbrauchsmaterialien, während Brooks im Jahr 2018 GENEWIZ, einen Genomikdienstleister, im Rahmen der Expansion seiner Life-Science-Abteilung übernahm.

## Geschäftsfelder
Brooks Automation ist in drei Segmenten tätig: Brooks Produktlösungen, Brooks Global Services und Brooks Life Science Systeme.
Brooks Automation bietet hauptsächlich vier Arten von Ausrüstungen an: Halbleiterautomations- und Life-Science-Systeme, Gasanalyse und Vakuummessung, Kryopumpen, Kryofüller und Kompressoren, Anlagenverfolgungssysteme. Das Unternehmen ist spezialisiert auf die Entwicklung und den Bau des Handhabungssystems und der dazugehörigen Technologie. Automatisierungsprodukte werden sowohl zur Unterstützung atmosphärischer als auch vakuumbasierter Prozesse eingesetzt, während der Fokus des Unternehmens weiterhin auf der Verbesserung von Leistung und Produktivität liegt. Das Unternehmen liefert Vakuumpumpen und Instrumente, um die Druckkonstanz des bekannten Prozessgases aufrechtzuerhalten. Brooks Life Science Systems bietet automatisierte Probenmanagementsysteme und -geräte, wie z. B. automatisierte Blutfraktionierungsgeräte, zelluläre Bildgebung und Verbrauchsmaterialteile.